# 埃尔拉西略德卡梅罗斯
埃尔拉西略德卡梅罗斯，是西班牙拉里奥哈自治区的一个市镇。总面积14平方公里，总人口116人（2001年），人口密度8人/平方公里。